# Neil Sanderson
 (février 2020).
Si vous disposez d'ouvrages ou d'articles de référence ou si vous connaissez des sites web de qualité traitant du thème abordé ici, merci de compléter l'article en donnant les références utiles à sa vérifiabilité et en les liant à la section « Notes et références ».
Neil Sanderson (né le 17 décembre 1978 à Peterborough (Ontario)) est l'ancien batteur du groupe canadien Thousand Foot Krutch, et l'actuel batteur de Three Days Grace. Il est connu pour faire des chœurs de grande importance même s'il est batteur[réf. nécessaire].

## Biographie
Neil Sanderson est le batteur, choriste, et cofondateur du groupe canadien multidisque de platine Three Days Grace. Neil Sanderson fait partie des rares batteurs connus pour jouer de la main gauche avec un kit de droitier, c'est-à-dire jouer la cymbale Charleyston de la main gauche, et la caisse-claire de la main droite. Au delà de ses influences telles que John Bonham, Danny Carey et Phil Rudd, il a également cultivé un style qui mélange à parts égales dynamique et grooves agressifs. Malgré une approche très ouverte du jeu, Neil apporte beaucoup de nuances sur son kit de batterie.
Neil commence à jouer du piano à l'âge de quatre ans et consacre une grande partie de son temps libre à pratiquer et à participer à des activités scolaires et des compétitions. Neil expérimente également différents instruments dans la salle de musique de son école. C'est alors qu'il se découvre une passion pour la batterie. À l'automne 1992, alors au collège, il rencontre Adam Gontier et forme un groupe appelé «Groundswell». Sa maison, située à proximité de son école, est ainsi transformée en local de répétition, où ils se rendent quotidiennement afin de travailler leur musique. Tout au long du collège, ils ont joué sur de nombreuses scènes, toutes celles sur lesquelles on leur donnait la possibilité de monter. 
Fin 1995, les membres de Groundswell se séparent et Neil Sanderson rejoint le groupe géré par Trevor McNevan, qui est un vieil ami, Oddball la même année (dont le nom changera pour Thousand Foot Krutch en 1996) et durant lequel il jouera pendant deux ans jusqu'à ce qu'il retrouve Adam Gontier pour reformer le groupe.   
Le groupe connaît quelques changements de line-up et décide de changer leur nom en Three Days Grace en 1997. Avec de nombreux concerts, particulièrement à Toronto, ils se trouvèrent bientôt à jouer à de nombreux showcases (des démonstrations) pour les maisons de disques ou les personnes en règle générale de l'industrie du disque, et finit par trouver un contrat auprès d'un label américain, Jive Records. 
Leur premier album, l'éponyme Three Days Grace, sort en 2003. L'album génère 3 singles à succès, «I hate everything about you »,« Just Like You » et « Home », qui deviennent tous # 1 sur tous les formats des charts US, en catégorie Rock.
One-X, le second album du groupe, a été publié en 2006 et fait ses débuts sur le palmarès Billboard en 5ème place dans la catégorie des albums. Ce disque a également produit trois singles classés N°1 Rock «Animal I Have Become», «Pain» et «Never Too Late».
Three Days Grace remporte un prix Billboard américain pour «Chanson de l'Année» en 2006 et leurs deux albums deviennent albums de platine.
Three Days Grace a vendu plus de 6 millions d'albums dans le monde entier. 
En 2006, le groupe a eu le privilège de faire la première partie des Rolling Stones en Saskatchewan (Canada), et ont depuis fait de nombreuses tournées aux États-Unis, Canada, Australie, Brésil, Japon et en Europe. Three Days Grace annonce la sortie de leur troisième album, "Life Starts Now" le 22 septembre 2009. L'album a été enregistré à Vancouver, en Colombie Britannique, au Canada.